# Pachydema concinna
Pachydema concinna är en skalbaggsart som beskrevs av Hermann Burmeister 1855. Pachydema concinna ingår i släktet Pachydema och familjen Melolonthidae. Inga underarter finns listade i Catalogue of Life.